# FKG
FKG (Fordonskomponentgruppen) är en branschorganisation för de nordiska underleverantörerna till fordonsindustrin. Antalet medlemsföretag inklusive dotterbolag är cirka 300. FKG:s syfte är att vara branschens språkrör samt främja samarbete och kompetensutveckling inom branschen. Varje år arrangeras bl.a. branschsammankomsten Stora Leverantörsdagen.
Styrelseordförande är Martin Lidén medan Peter Bryntesson är verkställande direktör. 